# Campylocheta polita
Campylocheta polita là một loài ruồi trong họ Tachinidae.